# Ptichopus angulatus
Ptichopus angulatus es una especie de coleóptero de la familia Passalidae.

## Distribución geográfica
Habita en Panamá y México.